# AMD CodeXL
AMD CodeXL  — набор инструментов разработки программного обеспечения. Включает в себя GPU debugger, GPU profiler, CPU profiler и статический OpenCL анализатор ядра.

## Особенности
GPU Debugger
AMD CodeXL в GPU Debugger позволяет разработчикам отладить OpenCL и OpenGL ядра: устанавливать точки останова, пошагово запускать исходный код в режиме реального времени, просматривать все переменные различных GPU ядер во время их работы, определить логические ошибки и ошибки памяти, сократить расходы обращения к памяти, визуализировать  буферы и изображения OpenCL и OpenCL текстуры в виде картинок или табличных данных.
GPU Profiler
GPU Profiler собирает и отображает данные датчиков (счетчиков производительности) аппаратных средств, трассировку приложения, размещение ядра, и сам предлагает точки для анализа у AMD GPU и AMD APU(ускоренное обрабатывающее устройство). Профилировщик собирает данные от OpenCL во время выполнения, и от GPU/APU во время исполнения ядер, и может быть использован, чтобы обнаружить "бутылочное горлышко" для дальнейшего выполнения оптимизации.
CPU Profiler
CPU Profiler может быть использован для идентификации, исследования и улучшения представления о работе приложения, драйверов и системного программного обеспечения на процессорах AMD. CPU Profiler использует статистический подход, основанный на различных методах профилирования: повременное профилирование (Time-Based Profiling) и событийное профилирование (Event-Based Profiling), отбор инструкций (Instruction-Based Sampling) и контроль работы CPU. AMD CodeXL CPU profiler заменяет AMD CodeAnalyst.
Static OpenCL Kernel Analyzer(Статический анализатор ядра OpenCL)
Анализатор статического ядро AMD CodeXL позволяет инженерам собирать, анализировать и разбирать код OpenCL ядра. Инструмент обеспечивает оценку производительности для каждого ядра на разных видах чипах AMD, без фактического выполнения ядра. Таким образом, помогает в тонкой настройки ядра, для достижения максимальной производительности на AMD GPU.

## Поддерживаемые платформы
AMD CodeXL поддерживается на операционных системах Windows и Linux. На Windows, AMD CodeXL доступен как в виде отдельного приложения, так и в качестве полностью интегрированного расширения Microsoft Visual Studio.
AMD CodeXL был успешно использован для отладки Bullet.

## Версии и Доступность
Последняя версия AMD CodeXL в бесплатном доступе для скачивания на GPUOpen-Tools.